# Aéroport de Silangit
L’aéroport de Silangit (indonésien : Bandar Udara Silangit) (code IATA : DTB • code OACI : WIMN) est situé à Siborong-Borong (id), kabupaten de Kabupaten Tapanuli Utara, Sumatra du Nord, Indonésie. Il a une piste de 2 250 m, qu'il est prévu d'allonger à 2 650 m par 45 m de large (capable de recevoir des appareils du type Boeing 737) fin 2016 pour développer le tourisme, notamment au lac Toba. La distance de l'aéroport à la ville de Parapat (id) au bord du lac est de 75 km.

## Compagnies et destinations
| Compagnies       | Destinations                       |
| ---------------- | ---------------------------------- |
| Batik Air        | Djakarta-S.-Hatta                  |
| Citilink         | Jakarta-Halim-Perdanakusuma        |
| Garuda Indonesia | Djakarta-S.-Hatta, Medan-Kualanamu |
| Sriwijaya Air    | Djakarta-S.-Hatta                  |
| Susi Air         | Gunungsitoli, Medan-Kualanamu      |
| Wings Air        | Medan-Kualanamu                    |

Édité le 08/03/2018